# Michael Cretu
Michael Cretu, született Mihai Crețu (Bukarest, 1957. május 18. –), román-osztrák származású zeneszerző, előadóművész, producer. Legismertebb zenei projektje az Enigma.

## Élete
Mihai Crețu a bukaresti kettes számú líceumban tanult komolyzenét. 1975-ben elhagyta az országot és Párizsban, majd Frankfurtban tanult. 1979-ben együtt dolgozott Frank Farian producerrel, nevét Michael Cretu-ra angolosította. 1988-ban feleségül vette Sandra Ann Lauert, 1995-ben pedig megszülettek ikreik, Nikita és Sebastian. 2007-ben elváltak.
Számos előadóval együttműködött, például Sandra, Goombay Dance Band, Peter Cornelius, Manfred „Tissy” Thiers, és Mike Oldfield. Stúdiója, amit A.R.T.-nak nevezett el, Ibiza szigetén épült, de a házat 2009 májusában lebontották, mert a hatóságok szerint nem volt meg az építkezéshez a megfelelő engedély. Új háza szintén Ibizán áll.
Cretu munkássága kezdetétől 2001-ig 100 millió albumot adott el.

### Cretu szólókarrierje
Kezdetben a „Curly” illetve „Curly M.C.” művészneveket is használta, románul a „cret”, angolul a „curly” göndört jelent, és valóban hosszú göndör frizurát hordott.
Cretu első munkája (szólóban) egy kislemez volt, a Wild River, ami 1978-ban jelent meg. Az első albuma 1979-ben jelent meg, Ausgewählte Goldstücke néven, angol címe Moon, Light & Flowers lett. A második lemezének címe Legionäre volt, 1983-ban jelent meg. A producer Harald Steinhauer és Arman Volker volt.
A harmadik lemeze a Die Chinesische Mauer, 1985-ben került a piacra. Ezután az angol verzió is megszületett, The Invisible Man címen. Az ezen lévő Samurai, Samurai (Did You Ever Dream?) c. single hozta meg az első nemzetközi áttörést Cretu számára előadóként (korábbi zenekara, a Moti Special által készített Cold Day, Hot Nights (a Motivation c. nagylemezen, 1985) már európai sláger volt). A Samurai egyes kritikusok szerint szép példája volt annak, milyen nehéz nem angol nyelvű slágerekkel nemzetközi sikereket elérni. Udo Lange, a Virgin Records igazgatója egy 1985-ös nyilatkozata szerint: „A nem angol nyelvű kiadványoknak szinte esélyük sincs nemzetközi sikert elérni. Cretu Samurai-a pl. eredetileg itt Németországban jelent meg [német nyelven], és 10 000 példányt sikerült belőle eladni. Aztán megcsináltuk az angol változatot, és azonnal sláger lett Görögországban, Olaszországban és Skandináviában, és hirtelen 50 000 példány kelt el belőle itt, Németországban is - de csak az angol változatból.” 

### Enigma
Miután 1988-ban összeházasodott Sandrával, Cretunak új ötlete támadt: egy „new-age-dance” projekt létrehozása. A neve David Fairstein sugallatára Enigma lett. A projektben Frank Peterson és David Fairstein is közreműködött. Első kislemeze, a Sadeness ami váratlanul nagy sikert aratott, ahogy az első nagylemez, az MCMXC a.D. is (1990). A lemezből több mint húszmillió példány kelt el világszerte, és 282 hétig maradt fenn az amerikai Billboard 200 toplistán. Alighogy lekerült, jött a következő Enigma-album, a The Cross of Changes (1993). Az előző albumon gregorián énekek találhatóak, az újon Cretu törzsi énekeket használt fel. Az albumnak különösen Return to Innocence című dala aratott sikert. Ezután a Paramount Pictures megkérte Cretut, hogy a Sliver című filmhez készítsen egy dalt, így született a Carly’s Song.
1996-ban megjelent a Le roi est mort, vive le roi!, a harmadik Enigma-album. Stílusilag az első kettő keveréke. Nem aratott akkora sikert, mint az előzőek, bár Beyond the Invisible című dala felkerült a slágerlistákra. A negyedik albumnál, a The Screen Behind the Mirrornál Cretu Carl Orff Carmina Buranájából használt fel részleteket. Ezután lezártak egy fejezetet az Enigma történetében, ebből az alkalomból megjelent az első válogatáslemez, a Love Sensuality Devotion: The Greatest Hits és az első remixalbum, a Love Sensuality Devotion: The Remix Collection.
Cretu 2003-ban a Voyageur című albummal folytatta a projektet. Ez az album sokak szerint ez lett a legpoposabb. A hatodik album 2006-ban jelent meg, A Posteriori címmel, a hetedik 2008-ban, Seven Lives Many Faces címen. Az Enigma sikeréhez hozzájárult Jens Gad, Frank Peterson, David Fairstein, Sandra Cretu, Louisa Stanley, Elisabeth Houghton, Andreas Harde, Ruth-Ann Boyle és Andru Donalds.

### T.A.A.W. – Trance Atlantic Air Waves
A T.A.A.W.-projektet Cretu Jens Gaddal együtt hozta létre 1997-ben. Két kislemezük jelent meg, a Magic Fly és a Crocketts Theme, valamint egy maxi kislemez, az Energy of Sound.

## Diszkográfia

### Szólóalbumok
- 1979 – Moon, Light & Flowers
- 1983 – Legionäre
- 1985 – Die Chinesische Mauer (LP, Németország)
- 1985 – The Invisible Man (LP, Európa, a Die Chineische Mauer angol nyelvű változata)

### Szólókislemezek
- 1978 – Wild River
- 1979 – Moonlight Flower
- 1983 – Today, Today
- 1983 – Total Normal
- 1983 – Zeitlose Reise
- 1983 – Der Planet der verlorenen Zeit
- 1984 – Schwarzer Engel
- 1985 – Carte Blanche
- 1985 – Die chinesische Mauer
- 1985 – Samurai (Did You Ever Dream)
- 1986 – Gambit
- 1987 – School’s Out (Cretu & Thiers)
- 1987 – When Love Is the Missing Word (Cretu & Thiers)
- 1988 – Don’t Say You Love Me (Let Me Feel It) (Cretu & Thiers)
- 1992 – Rettungsringe sterben aus (Cretu & Cornelius)

### Enigma-albumok
Cretu az Enigma zenei projekt egyik zeneszerzője és producere. Az Enigmának az alábbi nagylemezei jelentek meg (a teljes diszkográfiát lásd az Enigma cikkben):
- 1990 – MCMXC a.D.
- 1993 – The Cross of Changes
- 1996 – Le roi est mort, vive le roi!
- 2000 – The Screen Behind the Mirror
- 2003 – Voyageur
- 2006 – A Posteriori
- 2008 – Seven Lives Many Faces
- 2016 – The Fall of a Rebel Angel

### Közreműködött
Cretu zeneszerzőként és előadóként működött közre az alábbi albumokon:
- 1985 – Moti Special: Motivation
- 1987 – Mike Oldfield: Islands
- 1987 – Inker & Hamilton: Dancing into Danger
- 1987 – Cretu and Thiers: School’s Out
- 1988 – Cretu and Thiers: Belle Epoque
- 1992 – Cornelius and Cretu: Cornelius and Cretu
- 1998 – Trance Atlantic Air Waves: The Energy of Sound